# Fin dal principio
Mit seiner Enzyklika Fin dal principio vom 8. Dezember 1902 (über die Priesterausbildung) wendet sich Papst Leo XIII. an den Klerus in Italien, die Originalfassung ist in italienischer Sprache verfasst.
In der Enzyklika fordert er den italienischen Klerus zur Erneuerung auf und warnt vor schädlichen Einflüssen. Er mahnt die christliche Priesterausbildung an und fordert hierzu sakrale Disziplin. 
Im Priesterstudium soll schwerpunktmäßig die klassische Literatur gelehrt werden. Weiterhin wird verordnet, dass hauptsächlich Philosophie, Theologie und der gleichen Wissenschaften in die Studienordnung aufgenommen werden soll. Es wird die Befolgung der Bestimmungen, das Abhalten von Seminaren und die geistige Stille verlangt, die zum richtigen und gottbefohlenen Priesteramt führen wird.